# اعصام الحق قریشی
 اعصام الحق قریشی (انگلیسی: Aisam-ul-Haq Qureshi؛ زادهٔ ۱۷ مارس ۱۹۸۰) یک تنیس‌باز اهل پاکستان است.